# Третій Корпус УГА
Третій Корпус (III Корпус) — військове формування Української Галицької Армії у 1919-1920 роках.
Команда (штаб) була розташована у Стрию, відповідав Станиславівській військово-територіальній області.

## Історія
Утворено в січні-лютому 1919 року з бойових груп «Щирець», «Рудки», «Крукеничі», «Глибока», «Старий Самбір».
На польському фронті Третій корпус обороняв бойову лінію на просторі 178 кілометрів від Тісної в Карпатах до Оброшина під Львовом; бойовий стан — 15,000 багнетів і шабель, і 24 батареї гармат.
У червні Третій корпус було реорганізовано і до нього увійшли бригади: Коломийська (2), Самбірська (8), Стрийська (11) і 14, а також новоутворенні: 12 і Кінна (1). Під час Чортківської офензиви Третій корпус нараховував 7,000 багнетів і шабель і 13 батарей гармат.
На Наддніпрянщині 2 і 8 бригади та Кінна (1) увійшли до Армійської Групи генерала А. Кравса, 11 бригада — до групи полковника Олександра Удовиченка, а 14 була залогою Вінниці до свого відходу на фронт проти Добровольчої армії.
10 січня 1920 року 3-й корпус УГА прибув на радянський фронт до району Крижопіль — Горячківка — Писарі. 16 січня корпус з боями рухався вздовж залізничної колії Бірзула (Подільськ) — Чубівка. 10 лютого по оголошенні ЧУГА корпус стояв у районі Кассель — Захаріївка — Бергдорф.
У ЧУГА Третій корпус був переформований у Стрілецьку (3) бригаду; бойовий стан на 1 березня 1920 року — 413 старшин і 3067 вояків; командир сотник Осип Станимір, начальник штабу — отаман Вільгельм Льобковіц, командир артилерії Фердинанд Лянґ.
6 квітня 1920 року з бригади вибули частини з'єднань, які покинули ЧУГА і пішли на об'єднання з Армією УНР у Першому зимовому поході.

## Структура
До складу Третього корпусу входили:
- 1-ша Гірська бригада (до травня 1919)
- 7-ма Стрийська бригада (до травня 1919)
  - 13-й полк
    - I курінь
    - II курінь
    - III курінь

  - 14-й полк
    - I курінь
    - II курінь
    - III курінь

  - 7-й гарматний полк
  - саперська сотня
- 8-ма Самбірська бригада
  - I курінь
  - II курінь
  - III курінь
  - IV курінь
  - 8-й гарматний полк
- бойова група «Крукевичі»
- бойова група «Глибока»

Від червня 1919 року до Третього корпусу була додана 2-га Коломийська бригада (раніше була у Другому корпусі), а також увійшли новостворені:

Старшини штабу ІІІ-го корпусу УГА в таборі військовополонених у місті Тухоля, Польща. 1920 рік. В центрі сидять: 13 — отаман Вільгельм Лобковець, 14 — генерал Мирон Тарнавський, 15 — сотник Петро Біґус

- 11-та Стрийська бригада
  - I курінь
  - II курінь
  - III курінь
  - IV курінь
  - 11-й гарматний полк
- 14-та Станиславівська бригада
  - I курінь
  - II курінь
  - III курінь
  - 14-й гарматний полк
- 1-ша кінна бригада
  - 1-й кінний полк
  - 2-й кінний полк

## Командування
Команданти:
- полковник Григорій Коссак
- генерал М. Ґембачів
- полковник Антін Кравс

Начальники штабу:
- підполковник Йозеф Папп де Яноші
- підполковник Карл Долежаль
- отаман Ріхард Якверт
- отаман Вільгельм Льобковіц